# Jaroslav Borsita von Martinic

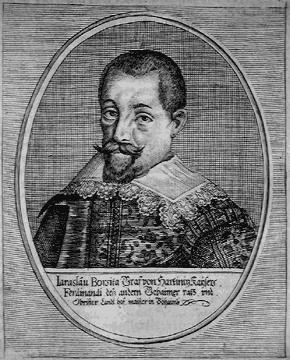
Jaroslav Borsita von Martinic

Jaroslav Borsita von Martinic, auch Martinitz tschechisch Jaroslav Bořita z Martinic, (* 6. Januar 1582; † 21. November 1649 in Prag, Königreich Böhmen) war ein böhmischer Adliger und einer der beiden königlichen Statthalter, die beim Zweiten Prager Fenstersturz 1618 aus einem Fenster der böhmischen Kanzlei in der Prager Burg gestürzt wurden. 1638 wurde er Oberstburggraf von Böhmen.

## Herkunft
Seine Eltern waren der gleichnamige Kaiserliche Rat, Kämmerer und Oberst-Hofmeister des Königs Rudolf II., Jaroslav Borsita d. Ä. von Martinic, und Johanka Dašická von Barchov auf Běrunice und Veltruby. Sein Vater verstarb im Jahre 1581 durch einen Unfall. Jaroslav Borsita wuchs mit seinen älteren Geschwistern Isolde und Jiřík bei der Mutter auf, die danach mit Albrecht Leskovec von Lestkov und nach dessen Tod mit Johann Wenzel Popel von Lobkowitz auf Dux und Oberleutensdorf verheiratet war. Sein Halbbruder war Albrecht Sebastian Leskovec von Lestkov. 1592 verstarb seine Mutter; ihre Güter vererbte sie ihren Kindern aus erster und zweiter Ehe.

## Leben

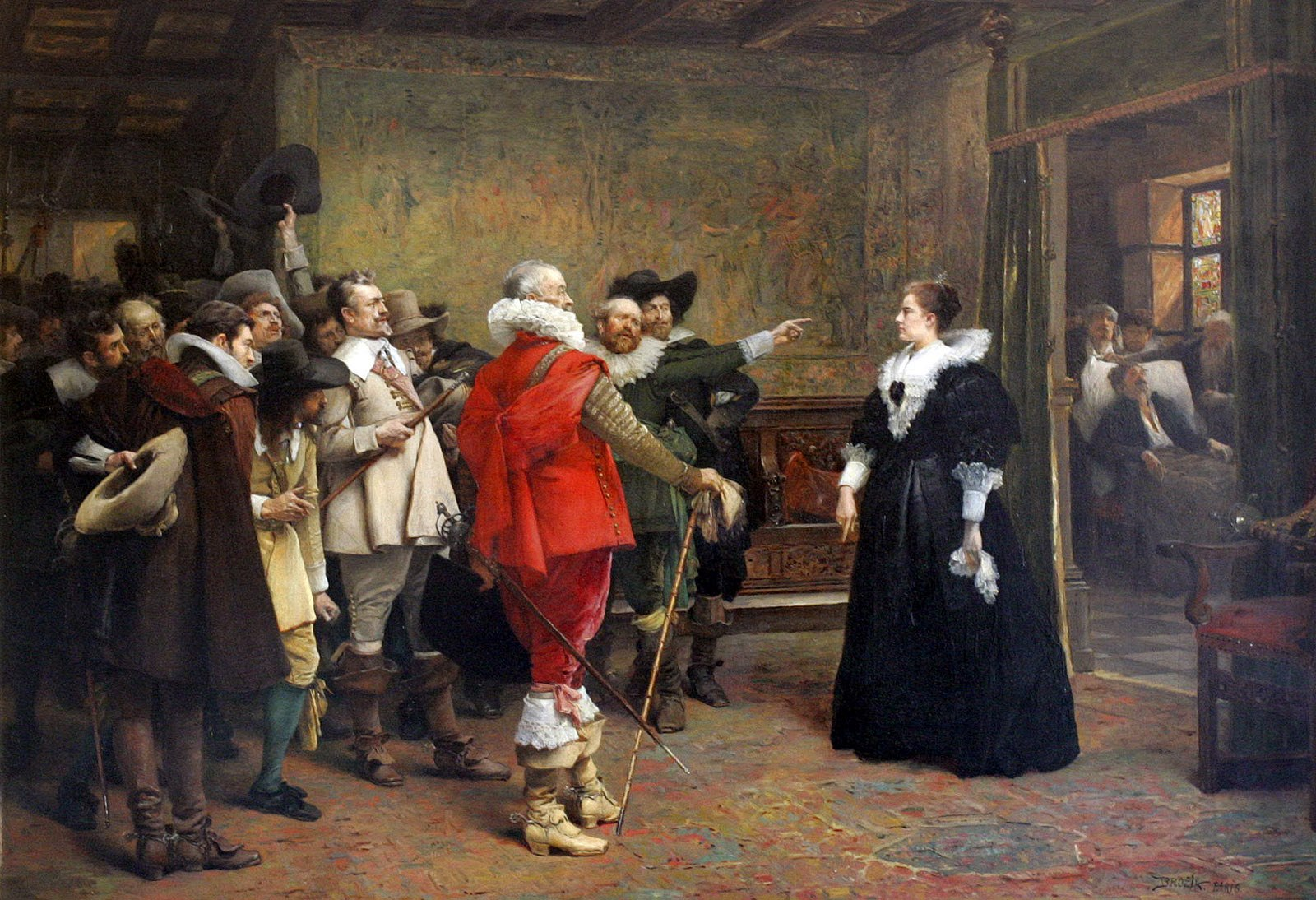
Polyxena von Lobkowicz gewährt den königlichen Statthaltern Slavata und Borsita Schutz in ihrem Palast. Ölgemälde von Václav Brožík. Lobkowicz-Sammlungen.

Jaroslav Borsita wurde im Jahre 1596 mit 14 Jahren für mündig erklärt. Zwei Jahre später beerbte er seinen Onkel Georg Borzita von Martinic auf Smetschno († 22. Januar 1598), der Hofmarschall und Oberstkanzler von Böhmen gewesen war.
Aus dem umfangreichen Erbe des Onkels gab Jaroslav Borsita von Martinic dem unter ständigem Geldmangel leidenden König Rudolf II. ein Darlehen von 100.000 fl. Legendenhaft ist eine Überlieferung, welche sich um 1600 zugetragen haben soll: Martinic soll auf einer Studienreise nach Siena und Rom von Papst Clemens VIII. als Auszeichnung für sein Festhalten am Katholizismus eine Reliquie für den Altar der Familienkapelle des im Jahre 1583 gekauften Hauses am Hradschiner Platz Nr. 8 in Prag erhalten haben. Urkundlich gesichert ist hingegen, dass Jaroslav Borsita im Jahre 1598 den Großgrundbesitz und das Schloss Smetschno geerbt und die Herrschaft Stochau bei Kladno erworben hatte. König Rudolf II. ernannte ihn zum Stadthauptmann der Königsstadt Schlan, die sich dem Evangelisch-reformierten Glaubensbekenntnis angeschlossen hatte. Die mütterlichen Güter Běrunice und Veltruby verkaufte er 1607 zusammen mit seiner Schwester Isolde und deren Mann Friedrich von Donin an Adam d. J. von Waldstein auf Dymokury. Im Jahre 1609 wurde Jaroslav Borsita von Martinic Hofmarschall und Oberstkanzler von Böhmen ernannt.
Während der Zeit der Auseinandersetzungen zwischen König Rudolf II. und seinem Bruder Matthias um die Erbfolge als König von Böhmen hatte sich Martinic aus der aktiven Politik zurückgezogen und widmete sich der Verwaltung seines Besitzes. Am 9. Juli 1609 gewährte König Rudolf II. den evangelischen Standesherren in Böhmen durch den Majestätsbrief weitgehende Religionsfreiheit, welche den Bau von Schulen und Kirchen für die evangelisch-reformierten Gläubigen mit einschloss, und zwar nicht nur auf den Besitzungen des Adels, sondern auch im Gebiet der königlichen Kammergüter. Wegen der letzten Bestimmung kam es in den folgenden Jahren zu schweren Konflikten zwischen den böhmischen Katholiken und Protestanten. Es war umstritten, ob auch die Besitzungen der katholischen Stifte – diese gehörten in Böhmen nicht zu den Ständen – als königliche Kammergüter anzusehen seien und sie deshalb den Bau evangelischer Kirchen in ihren Dörfern zulassen müssten. Die Zerstörung einer evangelischen Kirche in Klostergrab, deren Bau die Katholiken als illegal empfanden, war 1618 der Auslöser für den böhmischen Ständeaufstand. Der militärische Anführer dieses Aufstandes war Heinrich Matthias von Thurn, der einen persönlichen Groll gegen Martinic hegte, da Thurn ihm 1617 das einträgliche Amt des Burggrafen von Karlstein hatte abtreten müssen. Gleichzeitig wurde Martinic zum königlichen Statthalter in Böhmen auf der Prager Burg ernannt. Er war damit einer der Hauptvertreter der katholischen Standesherren und damit der Gegenreformation und Gegnerschaft des Majestätsbriefes.
1617 wurde Ferdinand II. von den Ständen zum König von Böhmen gewählt. Ferdinand war dafür bekannt, dass er als eifriger Anhänger der Gegenreformation selbige auch umzusetzen suchte, indem er den Majestätsbrief bekämpfte und die Rechte des protestantischen Adels stark einschränkte. Aus den genannten Gründen kam es dann zum Zweiten Prager Fenstersturz: Am 23. Mai 1618 eilte nach einer Protestversammlung in der Prager Universität eine wütende Menge protestantischer Ständevertreter unter Führung des Heinrich Matthias von Thurn nach einem Marsch über die Karlsbrücke zur Prager Burg, wo sie nach einer lautstarken Auseinandersetzung die beiden königlich-katholischen Statthalter Martinic und Wilhelm Slavata, sowie den Schreiber Fabricius aus einem Fenster der böhmischen Kanzlei etwa 17 Meter tief in den Burggraben warfen. Die drei Betroffenen überlebten, der Fenstersturz an sich wurde jedoch zu einem Ereignis von weitreichender Bedeutung, da dieser den Dreißigjährigen Krieg auslöste.
Jaroslav Borsita von Martinic konnte sich in das nahegelegene Haus des Oberstkanzlers Lobkowitz retten, stellte sich todkrank, ließ einen Priester für die Beichte und die Letzte Ölung bestellen und täuschte damit seine Verfolger. Als Stallknecht verkleidet, flüchtete er über Passau nach München und damit unter die Protektion des Führers der Katholischen Liga, Herzog Maximilian I. von Bayern. Zwei Jahre später, am 8. November 1620, siegten die vereinten Heere der Kaiserlichen und der Katholischen Liga in der Schlacht am Weißen Berg über das Heer der böhmischen Aufständischen. Am 21. Juni 1621 wurden am Prager Altstädter Ring 27 Teilnehmer des Aufstandes hingerichtet, ihre Ländereien wurden größtenteils eingezogen und an den katholischen Adel verteilt.
Mit den Siegern zog auch Jaroslav Borsita von Martinic in Prag ein. Er erhielt sein Eigentum zurück und wurde vom König Ferdinand II. am 10. Mai 1621 zum Reichsgrafen erhoben. Am 6. Januar 1622 erhielt er eine Wappenbesserung und die Bestätigung des Grafenstandes für das Königreich Böhmen. Von der Vermögensverwaltung des Kaisers kaufte er die Stadt Schlan, welche sich zuvor auf die Seite der aufständisch-protestantischen Stände gestellt hatte und 1620 nach der Schlacht am Weißen Berg bei Prag enteignet worden war. Damit war Martinic Eigentümer von Smetschno und Schlan, sowie der Herrschaften und Schlösser Grünberg, Hagensdorf und Brunnersdorf.

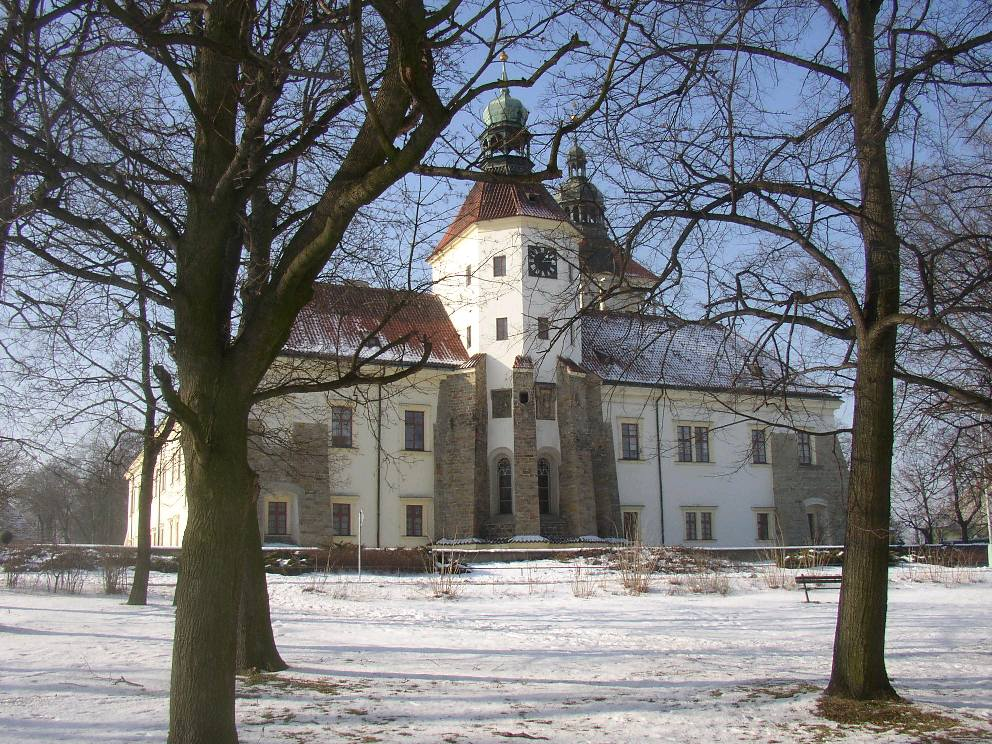
Schloss s Smetschno
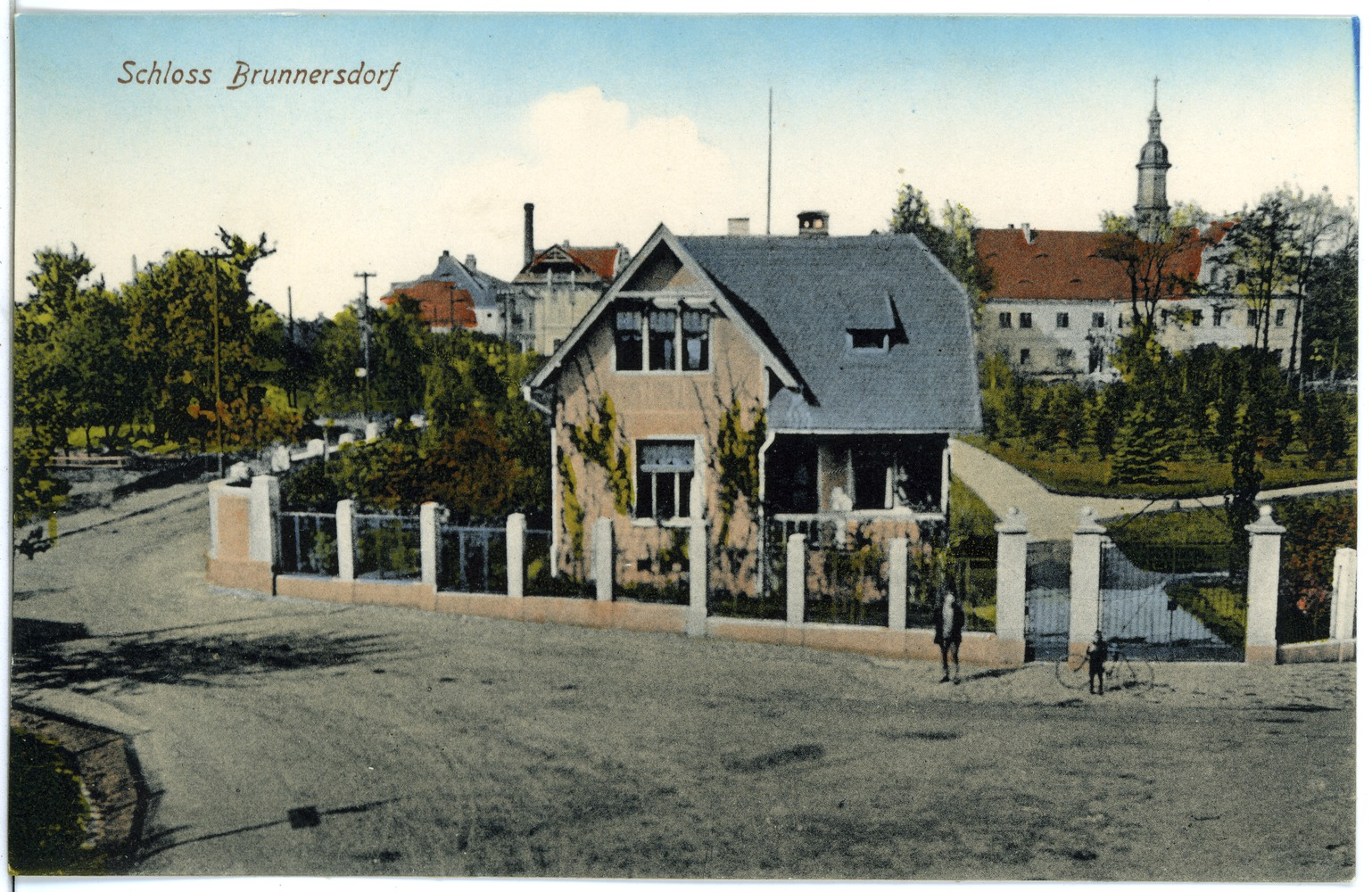
ehem. Schloss Brunnersdorf 1916, wohl devastiert, Nordböhmen, Erzgebirge
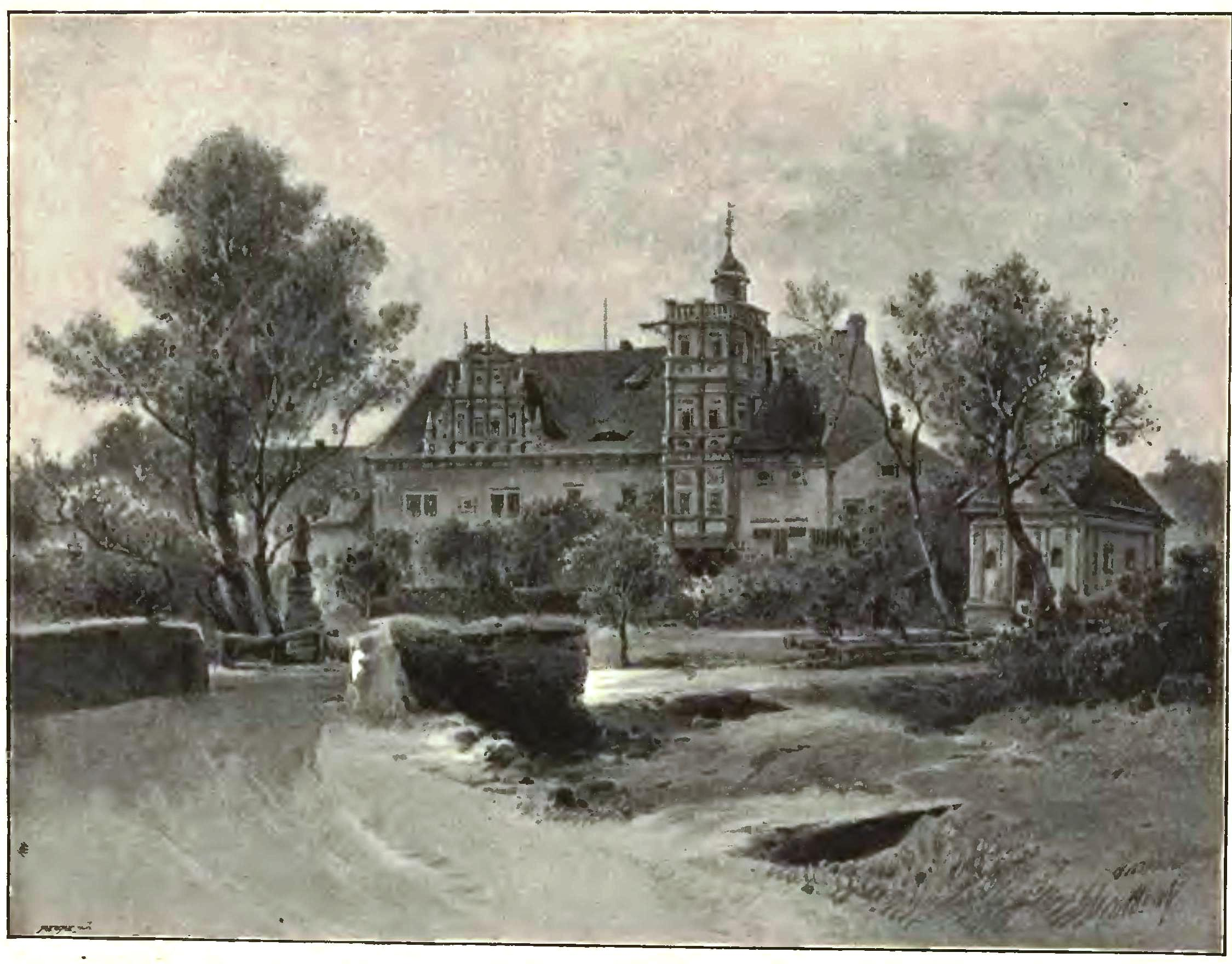
ehem. Schloss Hagensdorf bei Komotau, 1890, devastiert für Braunkohletagebau, Nordböhmen, Egergraben

In den Jahren nach der Erhebung in der Grafenstand setzte sich die politische Karriere von Graf Martinic fort. Er wurde 1624 Oberstlandrichter, 1625 Oberstlandkämmerer, 1628 Obersthofmeister, 1634 Hofpfalzgraf mit großem Palatinat und im Jahre 1638 Oberstburggraf von Böhmen. Vom spanischen König Philipp IV. erhielt er den Orden vom Goldenen Vlies. Jaroslav Borsita Graf von Martinic war viermal verheiratet und wurde Vater von fünf Söhnen, welche die Stammlinie der Martinic fortsetzten sowie drei Töchtern, die sich mit Standesherren aus Böhmen verehelichten.
Bei der handstreichartigen Eroberung und folgenden Besatzung der Prager Kleinseite durch schwedische Truppen unter General Hans Christoph von Königsmarck im Juli 1648 wurde Martinic verletzt und gefangen genommen. Das Palais Martinic am Hradschiner Platz wurde beschlagnahmt und mit schwedischer Einquartierung belegt. Martinic erlebte noch den Abzug der Schweden und damit das Ende des Dreißigjährigen Krieges, verstarb jedoch schon im Jahr darauf als 67-Jähriger und wurde in der Kirche von Schloss Smetschno beigesetzt. Die Stadt Smetschno führt zur Erinnerung an die Familie der Martinic die bewurzelten, sich erhebenden zwei Seerosenblattstengel aus deren alten Stammwappen im Wappen der Stadt.

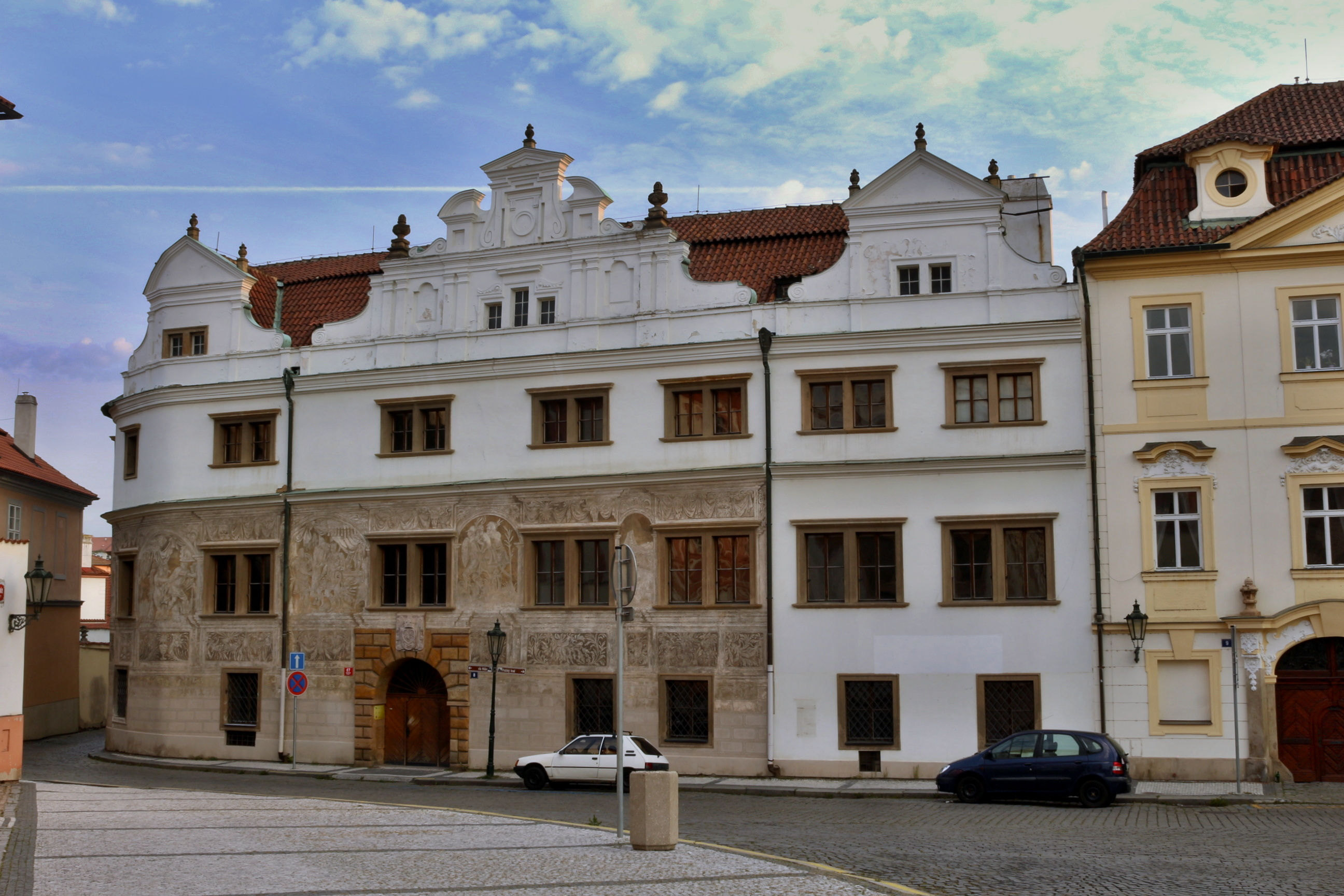
Palais Martinitz am Hradschiner Platz

## Familie
Jaroslav heiratete am 28. Februar 1601 in Prag die Gräfin Maria Eusebia von Sternberg (* 1584; † 3. April 1634). Das Paar hatte mehrere Kinder:
- Barbara Eusebia († 4. Juni 1656)

1630 Graf Sezima Johann von Wrtby (* 1578; † 6. März 1648)
1650 Markgraf Christian Wilhelm von Brandenburg (* 28. August 1587; † 1. Januar 1665)
- Elisabeth Korona († 1649) ⚭ 1620 Graf Florian Jetřich Sahrer von Sahr (* 10. Mai 1598; † 7. Mai 1653)
- Ursula Polyxena, († vor 1681) ⚭ 1637 Graf Wenzel Georg Holický von Sternberg (* ca. 1600; † 1681)
- Georg Adam (* 9. Johann 1602; † 21. November 1651), Ritter vom goldenen Vließ

⚭ Marie Elisabeth von Wrtby († 1643)
⚭ um 1626 Johanna Gonzaga von Castiglione (* 1612; † 1688), Tochter von Francesco Gonzaga (1577–1616)
- Bernhard Ignatz Johann (* 1603; † 7. Januar 1685), Ritter vom goldenen Vließ

⚭ Veronika Polyxena von Sternberg (1625–1659)
⚭ Gräfin Susanna Polyxena von Dietrichstein (* um 1636; † 20. Juni 1706)
- Lucie Otilie (* 13. Dezember 1609; † 24. April 1651) ⚭ 1631 Graf Ulrich Franz Kolowrat von Liebsteinsky (* 1607; † 3. Januar 1650)
- Wenzel Franz (* 1611)
- Maximilian Valentin (* 1612; † 20. Dezember 1677) ⚭ 1645 Anna Katharina Bukůvková z Bukůvky († 17. Oktober 1681/85)
- Katharina Ludmilla, 1634 Nonne in Wien
- Johanna Eva (* 1616; † 9. Januar 1619 in München)
- Jaroslav (1618–1636)
- Ferdinand Leopold Benno (~ 28. Juli 1619 in Passau; † 9. Oktober 1691 in Salzburg), Domherr in Halberstadt, Passau, Regensburg, Brixen, Prag und Olmütz

Nach dem Tod seiner ersten Frau heiratete er Elisabeth Marie Magdalena von Wrtby († 1643, Tochter von Sezima Johann von Wrtby), danach 1644 Katharina Ludmilla (Franziska) Talakova von Jestetic († 11. Mai 1649). In vierter und letzter Ehe heiratete er am 21. Juni 1649 Helena Barbara von Kostomlatsky († 1682). Alle Ehen blieben kinderlos.